# Trofeu Papà Cervi
El Trofeu Papà Cervi (en italià: Trofeo Papà Cervi) és una competició ciclista italiana d'un sol dia que es disputa anualment l'1 de maig als voltants de Gattatico, a l'Emília-Romanya. Va arribar a formar part del circuit de l'UCI Europa Tour, amb una categoria 1.2. Està reservada a ciclistes de categoria sub-23.

## Palmarès
| Any  | Vencedor                | Segon               | Tercer               |
| ---- | ----------------------- | ------------------- | -------------------- |
| 1971 | Marcello Osler          | Euro Camporesi      | Riccardo Beloli      |
| 1972 | Giuliano Dominoni       | Agostino Bertagnoli | Mirco Bernardi       |
| 1973 | Pietro Algeri           | Mario Boglia        | Horst Wagner         |
| 1974 | Fausto Ruggenini        | Osvaldo Bettoni     | Carlos Cardet        |
| 1975 | Wojciech Matusiak       | Lev Likhachev       | Rudolf Labus         |
| 1976 | Valery Likhatchov       | Claudio Torelli     | Jiří Prchal          |
| 1977 | Claudio Torelli         | Piero Falorni       | Massimo Manzotti     |
| 1978 | Silvano Riccò           | Daniele Folloni     | Mirko Bernardi       |
| 1979 | Guido Bontempi          | Sergei Kopyrin      | Luigi Trevellin      |
| 1980 | Guido Bontempi          | Agostino Gambirasio | Flavio Zappis        |
| 1981 | Carlo Bertaboni         | Jozep Madis         | Ercole Borgini       |
| 1982 | Pavel Moucitsky         | Angelo Scandiuzzi   | Ezio Pavesi          |
| 1983 | Maurizio Rossi          | Maurizio Conti      | Alberto Molinari     |
| 1984 | Vladimir Malakhov       | Oreste Gualazzini   | Eros Poli            |
| 1985 | Guennadi Tarassov       | Adriano Gemelli     | Carlo Bertaboni      |
| 1986 | Walter Brugna           | Flavio Zanini       | Andrea Govoni        |
| 1987 | Riccardo Conti          | Alberto Destro      | Giovanni Fidanza     |
| 1988 | Adriano Lorenzi         | Giampaolo Miodini   | Stefano Breme        |
| 1989 | Djamolidine Abdujaparov | Giovanni Lombardi   | Walter Brambilla     |
| 1990 | Roberto Maggioni        | Claudio Camin       | Fausto Bignami       |
| 1991 | Giovanni Lombardi       | Alberto Destro      | Andrea Collinelli    |
| 1992 | Giovanni Lombardi       | Alberto Destro      | Walter Castignola    |
| 1993 | Maurizio Radaelli       | Stefano Faustini    | Luca Colombo         |
| 1994 | Biagio Conte            | Mirko Rossato       | Damiano Masiero      |
| 1995 | Marino Beggi            | Salvatore Commesso  | Alessandro Guerra    |
| 1996 | Ellis Rastelli          | Luca Cassiani       | Simone Simonetti     |
| 1997 | Mauro Zinetti           | Leonardo Scarselli  | Martin Derganc       |
| 1998 | Denis Bertolini         | Nicola Gavazzi      | Giosuè Bonomi        |
| 1999 | Mauro Furlan            | Nicola Pavone       | Francesco Bellotti   |
| 2000 | Marco Gelain            | Devid Garbelli      | Claudio Pizzoferrato |
| 2001 | Alessandro Maserati     | Caleb Manion        | Luca De Carolis      |
| 2002 | Vladimir Lobzov         | Mattia Parravicini  | Jonathan Davis       |
| 2003 | Danilo Napolitano       | Mirco Lorenzetto    | Enrico Grigoli       |
| 2004 | Mattia Gavazzi          | Danilo Napolitano   | Fabio Masotti        |
| 2005 | Tiziano Dall'Antonia    | Erik Solavaggione   | Manuel Donte         |
| 2006 | Antonio Bucciero        | Alexandre Sabalin   | Adam Pierzga         |
| 2007 | Bernardo Riccio         | Michele Merlo       | Ramon Baldoni        |
| 2008 | Michele Merlo           | Andrea Guardini     | Matteo Busato        |
| 2009 | Giacomo Nizzolo         | Rafael Andriato     | Andrea Palini        |
| 2010 | Matteo Pelucchi         | Tomas Alberio       | Nicola Ruffoni       |
| 2011 | no disputat             | no disputat         | no disputat          |
| 2012 | Giorgio Bocchiola       | Carlos Manarelli    | Matteo Azzolini      |
| 2013 | no disputat             | no disputat         | no disputat          |
| 2014 | Luca Regalli            | Matteo Donegà       | Zhang Yong Jive      |
| 2015 | Pasquale Repino         | Gianluca Esposito   | Manuel Barbieri      |
| 2016 | Gianluca Esposito       | Gabriele Petrelli   | Nicolò Codeluppi     |
| 2017 | Moreno Marchetti        | Simone Bevilacqua   | Giuliano Kamberaj    |
| 2018 | Leonardo Fedrigo        | Giovanni Lonardi    | Enrico Zanoncello    |
| 2019 | Filippo Tagliani        | Tommaso Fiaschi     | Attilio Viviani      |